# Bilcești, Argeș
Bilcești este un sat în comuna Valea Mare Pravăț din județul Argeș, Muntenia, România.